# Pamfil Șeicaru
Pamfil Șeicaru (n. 18 aprilie 1894, Buzău, România – d. 21 octombrie 1980, Dachau, Bavaria, Germania) a fost un ziarist român, director al ziarului „Curentul”, cotidian românesc în perioada dintre cele două războaie mondiale. Ion Cristoiu susține în ziarul „Adevărul” că a fost cel mai mare gazetar dintre cele două războaie mondiale.

## Biografie
Pamfil Șeicaru s-a născut în satul Tăbărăști, comuna Gălbinași - Buzău. Familia paternă era originară din Mărginimea Sibiului, probabil comuna Șeica. Bunicul său a fugit pentru a nu fi recrutat în armata „Cezaro-crăiască”, s-a stabilit la Tăbărăști, s-a căsătorit și a fost preot. Tatăl său, Haralambie Popescu, născut la Tabărăști, a fost funcționar la CFR, iar mama sa era Ana Hiciu. Șeicaru a absolvit la Bârlad  Liceul „Codreanu” și la București a studiat dreptul. Ca ofițer în Primul Război Mondial, a fost citat cu Ordin de zi pe Armată. A fost deputat în parlamentul României în 1928, 1931 și în 1933. Ca ziarist, a fost director al ziarului „Bucovina” (Cernăuți) și a participat la editarea revistei „Gândirea”.
În 1928 înființează ziarul Curentul cu orientare de extremă dreaptă, pe care l-a condus până la plecarea sa din țară în 1944.
În 1939 a fost singurul ziarist român care a afirmat că garanțiile militare oferite de Marea Britanie și Franța pentru integritatea frontierelor României nu valorau nimic. În fața pericolului nazist, Pamfil Șeicaru afirma,
| “ | Anglia trebuie să se pregătească pentru propria apărare și abia după asta să garanteze și frontierele altor țări. | ” |

Într-un articol publicat la 15 aprilie 1939, a susținut că sacrificarea de către marile puteri a țărilor mici și mijlocii din Europa acelui timp este inevitabilă. În anii războiului au rămas celebre polemicile lui cu comentatorul politic britanic Wickham Steed de la postul de radio Londra. A participat la rebeliunea legionară, declarând ulterior că pogromul de la București a fost executat de către agenți străini și nu de legionari.
În august 1944 s-a expatriat cu intenția de a publica un ziar ce ar fi trebuit să susțină cauza României după încetarea războiului. A petrecut 30 de ani în Spania, unde, la Madrid, a publicat o ediție trimestrială a ziarului Curentul și, pentru câtva timp, publicația Liberty and Justice. Ultimii ani i-a petrecut în Germania, stabilindu-se la Dachau (Bavaria). La moartea sa, în octombrie 1980, Primul Ministru al Bavariei, Franz Josef Strauß, l-a omagiat într-un mesaj, descriindu-l drept,
| “ | ... un patriot român și eminent ziarist... Moștenirea pe care a lăsat-o compatrioților săi este lupta pentru dreptate, omenie și pace. | ” |

În România (1945) a fost condamnat la moarte în contumacie. În 1966 a fost grațiat de Ceaușescu, cu sprijinul Securității,  care l-a „ajutat” financiar să publice articole și cărți favorabile politicii de independență față de Moscova a României și a orientării lui Nicolae Ceaușescu.
În august 1977 a făcut o vizită secretă în România, organizată de Securitate.

## Autocaracterizare
Pamfil Șeicaru despre sine însuși:
| “ | Mă numesc Pamfil Șeicaru, născut în anul 1894, luna aprilie... Am intrat în presa cotidiană în aprilie 1918, după ce am fost demobilizat și de atunci am continuat să fiu comentator al evenimentelor politice interne și externe, colaborând succesiv la diverse ziare și reviste. În 1923 am fost angajat la ziarul Cuvântul, ca șef-redactor, proprietar fiind ing. Titus Enacovici. Articolul de fond (leit articol) era semnat de mine. În anul 1924 am fost ales președinte al Sindicatului ziariștilor. În 1927 am demisionat de la ziarul Cuvântul si am luat conducerea ziarului Curentul, al unei societăți anonime, unde am funcționat ca director și redactor-șef... Din ianuarie 1927 și până la 9 august 1944, când am plecat din țara, articolul de fond era semnat de mine. Am fost ales de trei ori ca deputat independent în Parlamentul țării... | ” |

## Din publicațiile apărute în străinătate
- Pax Americana o Pax Sovietica, 1947
- Dotla. Să rămână doar cenușa, 1948[10]
- Istoria partidelor politice în România, 1959
- La Roumanie dans la Grande Guerre, 1968
- Karl Marx - Însemnări despre România, 1968
- Die Donau - Fluss der Fünf Meere. Ein Europäisches Problem im Lichte der rumänisch-sowietischen Kontroversen, 1975 ("Dunărea - fluviu a cinci mări. O problemă europeană în lumina controverselor româno-sovietice")
- Adevăruri care trebuie amintite, 1980